# Četnici
Četnik je izraz kojim se označavaju pripadnici srpskog nacionalističko-šovinističkog pokreta velikosrpske ideologije. Danas 2025. godine postoji više organizacija koje se pozivaju na tradiciju četništva i čiji se pripadnici izjašnjavaju kao četnici, tako primjerice "Ravnogorski pokret".
Riječ "četnik" je tijekom povijesti mijenjala značenje. Koristila se u 19. stoljeću i početku 20. stoljeća, kako u Srbiji i Sjevernoj Makedoniji, tako i na području Dalmacije te Bosne i Hercegovine. Današnje značenje riječi četnik jest: "Članovi srpske vojne organizacije s izrazito nacionalističkim šovinističkim velikosrpskim ciljem." (Hrvatska enciklopedija, 2000.) 
Prvi četnički odred koji stoji u vezi sa suvremenim četničkim pokretom nastaje u Beogradu 1903. godine pod okriljem generala Jovana Atanackovića, tadašnjeg ministra obrane Kraljevine Srbije i jednog od glavnih aktera zavjere koja je 11. lipnja 1903. svrgnula dinastiju Obrenović (uz ekstremno brutalno ubojstvo kralja Aleksandra i kraljice Drage) da bi doveli dinastiju Karađorđevića na vlast u Srbiji. Mladi intelektualci dr. Milorad Gođevac i Vaso Jovanović, uz financijsku pomoć koju je organizirao najbogatiji tadašnji Srbin Luka Ćelović, organizirali su četnički odred koji je krenuo u oružane akcije protiv turske države na području Makedonije. Vodstvo četnika poslije urasta u tajnu revolucionarnu organizaciju "Ujedinjenje ili smrt" ("Crna ruka"), osnovanu 1908. godine iz redova urotnika iz 1903. godine. Tijekom I. svjetskog rata, četnički odredi djeluju kao dio kraljevske vojske, i predstavljaju oslonac Crne ruke – koja dolazi u sukob s krugom oko prijestolonasljednika Aleksandra i potom gubi dotadašnji utjecaj. 
Nakon I. svjetskog rata, četnici provode vojne operacije radi uspostave vlasti srpske države vlasti na području Sandžaka, Kosova i Makedonije. 1922. godine se u Štipu organiziraju pod imenom "Udruženje protiv bugarskih bandita". 
Četničke organizacije postojale su u prvoj Jugoslaviji 1918. – 1941. U to doba, a osobito u tijeku Drugog svjetskog rata, počinje prevladavati današnje značenje (pogledati članak Zauzeto značenje). Za Drugog svjetskog rata postojalo je nekoliko vrsta "četnika", ali svi su, usprkos pojedinim akcijama protiv okupatora, poprimili jasan kvislinški karakter; surađivali su otvoreno ne samo s Nijemcima i Talijanima, nego ponekad i s ustašama. S druge strane četnički je pokret dobivao i potporu od samih saveznika, te je u početnoj fazi rata postojala i suradnja s partizanima.
Četnici su tijekom Drugoga svjetskoga rata izvršili više oblika zločina nad Hrvatima i Muslimanima, a isti su imali sve karakteristike genocida. Broj četničkih žrtava genocida medu Hrvatima i Muslimanima tijekom rata 1941.-1945. do sada još nije utvrđen. Tijekom rata za određena razdoblja davane su i određene procjene. Tako je npr. Ministarstvo vanjskih poslova NDH u svom Unutrašnjopolitičkom pregledu br. 11 od 11. rujna 1944. od odjeljku “Četnici protiv NDH” navelo da su do tada ”četnici razorili oko 30.000 hrvatskih domova i poubijali najmanje 150.000 pripadnika hrvatskog pučanstva”. Najnovija demografska istraživanja daju mogući stvarni gubitak Hrvata od oko 200.000 a Muslimana oko 100.000 na području NDH, tj. onih koji su ubijeni. Prema Vladimiru Žerjaviću, od toga na moguće četničke žrtve genocida otpada 32.000 ubijenih Hrvata (u Hrvatskoj 20.000, a u BiH 12.000) i 33.000 ubijenih Muslimana.
Krajem 1980.-ih godina najutjecajniji četnički vojvoda u iseljeništvu Momčilo Đujić imenuje beogradskog desničarskog političara Vojislava Šešelja za vojvodu, te on tijekom ratnih zbivanja na području bivše Jugoslavije početkom 1990.-ih godina osniva četničke postrojbe koje sudjeluju u ratu, te Srpsku radikalnu stranku (koja je najprije organizirana pod imenom "Srpski četnički pokret", da bi 1991. promijenila ime) kao politički izraz četničke ideje. Izvornim velikosrpskim i radikalno desnim četničkim idejama pridružuje se u suvremenom djelovanju nosilaca četničke ideologije još i antiglobalizam i euroskepticizam.
Na postrojavanje četnika u Višegradu u ožujku 2019. godine reagirali su osudom najviši predstavnici Bosne i Hercegovine, te diplomatski predstavnici Europske unije, Sjedinjenih Američkih Država i Ujedinjenog Kraljevstva.

## Značenje riječi u rječnicima
Riječ četa dolazi iz turskog (çete). Označava dio vojske ili samostalnu naoružanu grupu, koja može biti od nekoliko ljudi do nekoliko tisuća. Ušla je u sve slavenske jezike osim češkog.